# Carbasea mawatari
Carbasea mawatari är en mossdjursart som beskrevs av Gontar 1993. Carbasea mawatari ingår i släktet Carbasea och familjen Flustridae. Inga underarter finns listade i Catalogue of Life.